# جون زيمر
جون زيمر (بالإنجليزية: John Zimmer)‏ هو رائد أعمال أمريكي، ولد في 12 ديسمبر 1983.